# Juan Manuel Salgueiro
Juan Manuel Salgueiro Silva (Montevideo, 3 aprile 1983) è un allenatore di calcio ed ex calciatore uruguaiano, di ruolo attaccante, tecnico del 12 de Junio.